# Tree Fu Tom

Tree Fu Tom est une série d'animation britannique produite par FremantleMedia, CBeebies et In House Production, et diffusée sur CBeebies au Royaume-Uni, sur NBC Kids aux États-Unis et sur Gulli et TiJi en France.

## Distribution

### Voix originales
- Sophie Aldred : Tom
- David Tennant puis Mark Bonnar : Twigs
- Tim Whitnall : Squirtum, ZigZoo
- Samantha Dakin : Ariella

### Voix françaises
- Thibaut Delmotte : Tom
- Pierre Le Bec : Twigs
- Mathieu Moreau : Squirtum
- Ludovic Faussillon : ZigZoo
- Cécile Florin : Ariella
- Version française
  - Studio de doublage : SDI Media Belgique
  - Direction artistique : Alice Ley
  - Adaptation : Timecode
  - Ingénieur du son : Laure-Anne Laureys

Source : sur le forum Planète Jeunesse